# 존 카맥

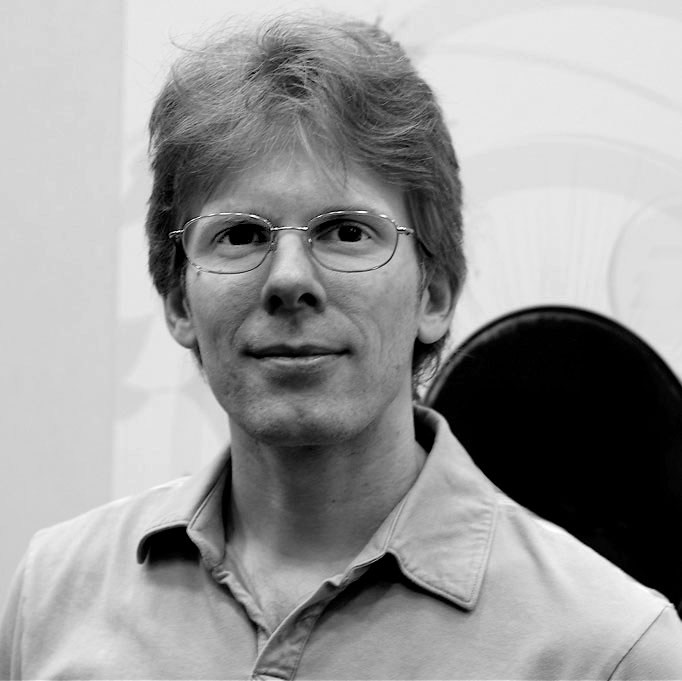
2006년 E3에서의 존 카멕

존 D. 카멕 2세(John D. Carmack II, 1970년 8월 20일 ~ )는 미국의 저명한 비디오 게임 프로그래머이다. 1991년에 컴퓨터 게임 개발 회사 이드 소프트웨어를 공동 설립했고, 울펜슈타인 3D, 둠, 퀘이크의 리드 프로그래머를 맡았다. 카맥은 존 로메로와 함께 1인칭 슈팅 게임 장르를 정립했으며 그 영향력은 이후 만들어진 대부분의 1인칭 슈팅 게임 게임들에 미치고 있다.
그는 오픈 소스 운동을 지지하는 것으로도 잘 알려져 있다, 로켓 공학에도 관심을 가져 우주 여행을 목표로 하는 아르마딜로 에어로스페이스를 설립해 공학자로 일하고 있다.
2013년 8월 오큘러스 VR에 입사하였으며 CTO로 일하고 있다.

## 존 로메로와 만나기까지
초등학교 시절부터 타고난 머리로 인해 영재 소리를 듣던 그는 냉소적인 성격과 혼자만의 세계를 즐겼던 탓에 대부분의 시간을 홀로 보낸다. 하지만 초등학교 고학년때 애플 II 컴퓨터를 접한 후 프로그래밍에 파고 들기 시작했으며 11살의 나이로 울티마 게임 프로그램을 해킹해 능력치를 변환시키는 등의 작업도 하게 된다. 그러나 자식을 의사나 교수 등으로 키우고 싶었던 그의 부모는 당시로서 전망도 불확실한 프로그래머라는 직업을 반대했고, 개인용 컴퓨터를 사 주지 않았다. 그러자 존 카멕은 사제 폭탄을 제작, 컴퓨터 가게의 문을 부수고 애플 II 컴퓨터를 가지고 나온다는 계획을 세우고 실행에 옮긴다. 그러나 폭탄이 터진 직후 출동한 경찰에 의해 체포 되고 결국 그는 소년원에 보내진다. 소년원에서 출소 한 뒤에도 그의 관심사는 오로지 프로그래밍과 컴퓨터 게임이었고, 그는 컴퓨터 교육의 선두 주자였던 샤니 미션 이스트 고등학교를 거쳐 미주리 캔자스 대학교에 진학한다. 고등학교 때부터 그는 어려워진 가정 환경 탓에 각종 컴퓨터 회사에서 외주 일을 받아 프로그래밍 아르바이트를 하며 용돈 벌이를 했다. 하지만 이윽고 별 도움이 안 되는 대학 수업과 답답한 시스템에 염증을 느끼고, 2학년 때 대학에 자퇴서를 제출한다.
이후 계속해서 프리랜서로 일하던 그는 잡지용 부록 게임 제공 회사인 소프트디스크에 들어가 존 로메로를 비롯한 훗날 이드 소프트웨어 창립자들(아드리안 카멕, 케빈 클라우드, 톰 홀 등)을 만난다. 후에 이 만남은 존 케멕의 인생에 지대한 영향을 미친다.
존 카멕은 훗날 이 시절에 대해 “현재 나는 모든 사람으로부터 무언가를 배운다. 내가 세상에서 가장 똑똑하다고 생각했던 시절도 있었지만, 그땐 정말 현명하지 못했다” 라고 회고했다. 그러나 프로그래밍 실력과 다양한 분야에 대한 깊은 상식을 지닌 존 로메로는 존 카멕 인생 최초의 스승이자, 마음을 터 놓을 수 있는 친구가 되고, 존 로메로 역시 자신보다 세 살 연하이면서 뛰어난 프로그래밍 실력을 가진 존 카멕을 마음에 들어 한다. 그리고 그는 존 카멕을 자신이 맡고 있던 게임 개발 프로젝트에 끌어들인다.

## 존 로메로와 존 카맥
존 로메로와 존 카맥의 팀은 소프트디스크 산하에서 수많은 PC게임을 만들었다. 이 시기, 그는 주말을 이용해 전세계적으로 히트한 닌텐도의 슈퍼마리오 브라더스 3를 컴퓨터로 컨버전하는 데 성공하고, 이를 닌텐도에 보냈다. 이는 회사와 관계 없는 존 카멕의 개인 작업이었다. 비록 닌텐도는 컴퓨터 게임에 흥미를 보이지 않았으나, 당시 업무상 협력 관계에 있던 어포지 사(현재 3D렐름)의 CEO였던 스콧 밀러는 여기에 큰 관심을 보였다. 결국 스콧 밀러의 제안에 의해 존 카멕을 필두로 존 로메로, 아드리안 카멕, 톰 홀 등은 소프트디스크사를 퇴사해 1991년 2월, PC게임 전문 개발사 이드(id) 소프트웨어를 설립한다. 이드 소프트웨어는 초창기 자신들의 전 직장이었던 소프트디스크와의 계약 의무 이행을 위해 한동안 하청 업무를 진행했으며, 어포지 사와 함께 존 카멕의 초기작인 커맨더 킨을 출시하기도 했다. 커맨더 킨은 슈퍼마리오 3를 PC로 컨버전한 존 카멕의 기술을 살려 제작된 횡스크롤 액션 게임으로, 당시로서는 어려웠던 PC 상에서의 부드러운 스크롤 이동 기술을 선보여 화제가 되기도 했다. 한편 커맨더 킨을 비롯한 이드 소프트웨어의 초기 작품들은 일반적인 패키지 유통이 아닌 셰어웨어(ShareWare) 방식으로 판매되었다. 셰어웨어는 스콧 밀러의 어포지 사에서 당시 추진하던 일종의 네트워크 체험 판매 시스템으로, 일부 콘텐츠만을 담은 체험판을 네트워크를 통해 무료로 배포한 후 정식 버전을 구매하도록 유도하는 구조였다. 이는 향후 대부분의 PC 및 비디오게임에 도입되었으며, 현재는 모바일게임과 PC 소프트웨어 등에서 두루 사용되고 있다. 커맨더 킨은 셰어웨어를 통해 15만 달러 이상의 수익을 냈으며, 이 자금은 이드 소프트웨어 초기 설립 자금으로 유용하게 사용됐다. 한동안 [커맨더 킨]의 속편을 개발/출시하던 이드 소프트웨어는 91년 자신들의 첫 FPS [호버탱크]를, 그리고 이듬해에는 울펜슈타인 3D를 세상에 내놓았다. 위의 두 작품은 그때까지 개념마저 확실하지 않았던 FPS라는 장르를 확실히 정립시켰다. 실시간으로 진행되는 1인칭 시점에서 무기를 바꿔 가며 적을 해치우고, 탄약과 회복 아이템을 주워 먹으며 진행하는 게임 방식. 이는 향후 둠에서 더욱 발전되어 현재까지도 통용되는 FPS 시스템의 대부분을 구현하게 된다. 울펜슈타인 3D는 이름에 3D가 붙긴 했지만 이는 과거 출시되었던 액션 어드벤처 게임 울펜슈타인성을 리메이크하며 FPS 방식을 도입했기 때문에 붙은 이름으로, 정작 게임 자체는 2D 그래픽의 응용이었다. 존 카멕은 다양한 시도를 통해 당시 컴퓨터 성능의 한계를 뛰어넘어 3D 환경을 만들려고 노력했으며, 이는 울펜슈타인 3D 등에서도 어느 정도 구현되어 많은 찬사를 받았다. 그리고 울펜슈타인 3D가 발매된 이듬해인 1993년, 이드 소프트웨어는 둠(DOOM)을 출시한다.

## 게임사의 기념비적인 역작둠
비록 개발 도중 이드 소프트웨어의 설립 멤버이자 기획자였던 톰 홀이 퇴사하는 등의 진통이 있긴 했지만, 그럼에도 불구하고 둠은 전세계 게임 팬들에게 거대한 충격을 안겨줬다.
한편 둠은 게임사에 기념비적인 작품으로 평가 받고 있는데 그 이유는 1) 현대 FPS와 비교해도 뒤쳐지지 않을 정도의 시스템을 확립시킨 것. 2) 3D 텍스처와 2D 그래픽을 적당히 섞어 기술적 충격을 안겨줌과 동시에 엔진을 판매하며 게임시장에 엔진 붐을 일으킨 것. 3) 세계 최초로 네트워크 대전 기술을 도입하여 온라인게임 시대의 발판을 연 것. 4) 그리고 유저 제작 콘텐츠(MOD: Game Modification)의 활성화를 이끈 것 등이다. 둠이 제시한 FPS 게임 방식은 과거 울펜슈타인 3D에서 보여줬던 고전적인 시스템에서 한층 발전한 것으로, 최근의 FPS에서도 적용되는 다양한 개념을 정립시켰다. 예를 들어서 게임 내에는 샷건이나 런처 등 다양한 무기가 존재했으며, 서로간의 개성이 매우 뚜렷했는데 이는 현대 FPS의 다양한 무기 체계를 확립시켰다. 또한 비슷한 적과 단순한 플레이만 존재했던 울펜슈타인 3D와는 달리, 둠은 다양한 적과 공격 패턴, 그리고 투명이나 야시경 등의 아이템을 부여해 게임 플레이의 다양성을 더욱 진화시켰다. 또한, 엔진의 발전으로 인해 맵의 높낮이나 명암 등 다양한 요소를 직관적으로 느낄 수 있어 게이머로 하여금 ‘자신이 게임 속 가상세계에 있는 느낌’을 들게 만들었다. 엔진 판매 역시 이러한 게임성과 존 카멕의 완성도 높은 프로그래밍 기술을 토대로 시작되었다. 이드 소프트웨어는 둠 제작에 사용된 둠 엔진의 사용 라이선스를 레이븐 소프트웨어와 로그 엔터테인먼트 등 타 개발사에 판매하며 로열티를 받았다. 사실 그 이전에도 게임 개발 소스를 판매하는 방식이 존재하지 않았던 것은 아니지만, 이드 소프트웨어는 그러한 소스를 둠 엔진이라 명명짓고 이른바 패키지 형식으로 판매하기 시작했다. 이는 둠의 높은 인기와 시너지 효과를 내어, 향후 에픽게임스 등을 주축으로 한 3D 미들웨어 엔진 시장이 만들어지는 데 큰 기여를 했다. 네트워크 대전을 처음으로 도입한 것 역시 둠이다. 존 카멕은 당시 조금씩 일반에 보급되고 있던 네트워크 기술을 활용해 원거리에서 다른 플레이어와 함께 게임을 할 수 있는 시스템을 개발했고, 이는 둠에서 데스매치라는 모드로 처음 구현되었다. 이 데스매치 모드는 미국 전역의 네트워크 통신망을 마비시킬 정도로 높은 인기를 끌었다. 당시로서는 안방에 앉아 멀리 떨어진 플레이어와 대전을 즐긴다는 것은 미래 기술 정도로 받아들여졌기에, 둠의 데스매치 기능은 하나의 혁명과도 같았다. 향후 데스매치 모드는 불특정 게이머와 매칭을 즐길 수 있는 배틀넷으로 확장되었으며, 여기서 영감을 받은 수많은 게임사들에 의해 수많은 온라인 멀티플레이 모드가 등장하고 훗날 온라인게임 시대를 여는 발판을 마련한다. 또한 둠은 게임의 폭력성에 대한 시비의 시발점이 되기도 했다. 둠은 캐릭터의 체력에 따라 얼굴이 피범벅이 되고, 적을 해치우면 산산조각나며 사방으로 피와 살점, 내장이 튀어오르는 고어(gore)한 게임이다. 이는 게임 디자이너인 에이드리언 카멕의 개인적 취향이 한껏 반영된 결과인데, 결과적으로 둠 시리즈 특유의 액션성에 크게 기여했지만 폭력성에 대한 질타를 받는 원인이 된다. 그 중 대표적인 사건은 콜럼바인 고교 총기난사 사건의 원인으로 둠 이 지목된 것이다. 90년대 중반, 미국에서는 모탈 컴뱃 등 폭력적인 게임이 출시됨에 따라 게임의 폭력성을 규제해야 한다는 여론이 들끓었다. 그 와중 1999년, 세계를 놀라게 한 흉악범죄 콜럼바인 고교 총기난사 사건의 용의자가 둠의 마니아라는 것이 밝혀지며 둠은 순식간에 비난의 대상이 된다. 그러나 미국 법원은 콜럼바인 사건에 둠이 영향을 미쳤다며 유족들이 건 소송에 대해 ‘흉악 범죄의 원인을 게임으로 볼 수는 없다’는 판결을 내렸고, ESA(북미 자율심의등급기구)의 활동이 본격화되며 이와 관련된 문제는 상당히 줄어들었다. 한편 둠은 93년 출시되어 2년 동안 셰어웨어 방식으로 판매되었으며, 북미와 유럽에서만 1,500만 장 이상의 판매고를 올렸다. 곧이어 출시된 둠 2 역시 셰어웨어 대신 패키지 판매로 바뀐 상태에서 북미 지역에서만 200만 장이라는 높은 판매고를 올렸고, 이로 인해 존 카멕과 이드 소프트웨어의 이름은 세계 전역에 알려졌다.

## 퀘이크그리고 존 로메로와의 이별
둠 2로부터 2년 후인 1996년, 그들은 풀 3D FPS인 퀘이크를 발매했다. 퀘이크는 둠에서 보여준 각종 요소를 한층 업그레이드 시킨 게임으로, 2D 그래픽을 응용해 3D 효과를 낸 울펜슈타인 3D나 둠 시리즈와는 달리 진정한 3D 그래픽을 구현했다. 이는 초창기 3D 가속카드 시장의 발전에도 커다란 영향을 미쳤다. 뿐만 아니라 [둠]에서 최대 4인까지 함께 할 수 있었던 멀티플레이를 32명이 동시에 즐길 수 있는 데스매치로 발전시켰으며, 컴퓨터 게임 멀티플레이 대전 문화를 한껏 꽃피웠다. 이전까지 일부 회사에만 판매했던 엔진 라이선스 역시 퀘이크 엔진에 이르며 엄청나게 활성화되었다. 퀘이크 엔진은 당시 FPS 제작사들에게 가장 환영받았던 엔진으로, 인피니티 워드의 콜 오브 듀티 1나 밸브 코퍼레이션의 하프 라이프, 레이븐 소프트웨어의 솔저 오브 포춘, 드림웍스의 메달 오브 아너 등 수많은 FPS게임들이 퀘이크 엔진 시리즈를 전부 혹은 부분적으로 사용해 제작되었다.그래픽카드의 경우 게임 개발사가 얼마 만큼이나 해당 하드웨어를 지원하는지에 따라 성능에 큰 차이가 있었고, PC용 3D 게임의 선두에 서 있는 존 카멕의 결정은 그대로 그래픽카드 업체의 매출로 이어졌다. 따라서 퀘이크 시리즈를 통해 존 카멕은 3D 게임업계의 독보적 존재로 자리잡았다고 해도 과언이 아니다. 이드 소프트웨어는 울펜슈타인 3D와 둠을 통해 현대 FPS의 틀을 정립시키고, 퀘이크 시리즈로 FPS 장르를 꽃피우며 게임업계의 슈퍼스타로 일약 발돋움했다. 존 카멕과 존 로메로 등 개인에게 엄청난 부와 명예가 주어졌고, 게임 개발에 있어서도 물량과 인력을 충분히 투자할 만큼의 여유가 갖춰졌다. 하지만 단순한 게임 플레이와 효율성을 추구하는 존 카멕과 게임에서도 영화와 같은 디테일과 화려함을 넣어야 한다고 주장하는 존 로메로는 잦은 의견 충돌을 하기 시작했고 둘의 사이는 퀘이크 2 개발 도중 급속히 나빠졌다. 그리고 결국 둘 중 하나가 회사를 나가야 할 상황에까지 이른다. 이드 소프트웨어는 존 카멕의 프로그래밍 실력을 기반으로 성장, 발전해 온 회사였기에 자연히 사내 분위기는 존 로메로의 퇴사 쪽에 쏠렸고, 결국 존 로메로는 퀘이크 2가 발매된 1997년 이드 소프트웨어를 퇴사했다. 이후 그는 이온스톰이라는 개발사를 설립하고 다이카타나라는 게임을 개발했으나, 흥행 저조로 인해 결국 게임업계 최전선에서 은퇴한다.

## 이드 소프트웨어의 내리막
2000년대에 들어, 존 카멕은 개발자로서의 명예에 정점을 찍는다. 대표적인 것이 2001년, 미국예술과학아카데미(AIAS)가 시상하는 명예의 전당에 게임업계 관계자 중 미야모토 시게루, 시드 마이어, 사카구치 히로노부에 이어 네 번째로 이름을 올린 것이다. 이 때 존 카멕의 나이는 31세로, 이 최연소 기록은 현재까지도 깨지지 않았다. 더불어 그는 2000년, 로켓 개발 회사 아르미달로 에어로스페이스를 설립했다. 어릴 적 폭탄이나 로켓을 만들며 놀던 것에 착안한 것으로, 그는 약 14년 동안 자신의 사비를 털어 가며 로켓 개발에 매진했다. 그러나 존 로메로가 떠난 이후, 존 카멕의 성공신화도 차츰 빛을 잃어가기 시작했다. 이드 소프트웨어는 여전히 최고의 게임 개발사였지만, 둠과 퀘이크처럼 세상을 뒤흔들 만한 작품은 더 이상 나오지 않았다. 물론 존 로메로의 퇴사 후에도 이드 소프트웨어는 퀘이크 3나 둠 3 등을 출시했고, 완성도와 깊이 면에서는 여전히 좋은 평가를 받았다. 그러나 이들은 전작에 비해 파급효과가 크지 않았고, 이로 인해 이드 소프트웨어는 언리얼 토너먼트의 에픽게임스나 하프 라이프의 밸브 코퍼레이션 등 후발 주자들에게 조금씩 밀려나기 시작했다. 퀘이크 3 이후 퀘이크 시리즈가 예전 같은 영향력을 잃고, 둠 3 이후 대작 프로젝트 소식이 한동안 끊기며 이드 소프트웨어에도 점차 내리막길을 걷기 시작한다.
존 카멕은 2005년 이후에도 각종 모바일 RPG와 게임 엔진 등을 제작하며 건재한 모습을 보여줬지만, 예전만큼 큰 활약을 보여주진 못하고 이윽고 2009년, 존 카멕은 이드 소프트웨어를 베데스다 소프트웍스의 모회사 제니맥스에 매각한다.
이드 소프트웨어를 인수한 베데스다는 막대한 자본력을 바탕으로 개발진을 배 이상으로 늘리는 한편, 개발사의 자유를 최대한 보장했다. 존 카멕은 오랫동안 개발진의 크기를 10~20명 내외로 유지해 왔는데, 이는 초기에만 해도 상당한 이점이었으나 갈수록 거대해져가는 게임의 스케일과 규모를 감당하기엔 부족했다. 언리얼 토너먼트나 하프 라이프 개발진에 절반에도 못 미치는 인원으로 게임을 제작하다 보니, 여러 부분에서 아쉬운 점이 드러났던 것이다. 다행히 제니맥스에 의한 개혁은 존 카멕의 의지와 크게 상충되지 않는 방향에서 진행되었고, 비록 흥행실적은 다소 아쉬운 감이 있지만 2011년 오픈월드 FPS 레이지를 통해 변해 가는 시대에 맞춘 이드 소프트웨어의 모습을 보여준다.

## 가상현실 분야로
레이지와 각종 모바일 프로젝트, id Tech 엔진 시리즈 등에서 조용하지만 꾸준하게 활동해 오던 존 카멕은 2013년 8월, 이드 소프트웨어를 떠나 가상 현실 기기 오큘러스 리프트를 제작하는 오큘러스 VR의 최고기술경영자(CTO)로 들어간다. 초반에는 이드 소프트웨어의 기술 자문 역할도 병행했으나, 현실적인 이유와 함께 관심사를 나눠 집중하기 힘들다는 이유로 이를 사퇴함에 따라 존 카멕은 22년 간 재직했던 이드 소프트웨어를 완전히 떠났다. 이로써 이드 소프트웨어는 초기 설립자 4명이 모두 퇴직하여 현재는 후임자들과 제니맥스 측 인원들에 의해 운영되고 있다. 존 카맥은 오큘러스 VR 기술이사로 임명될 당시 “가상현실이 앞으로 큰 영향을 미칠 것으로 믿는다, 이를 준비한 사람은 모두 개척자로 이름을 남길 것이다. 난 그중 한 사람의 개척자로 일하고 싶다”며 열의를 보이기도 했다. 한편 오큘러스 VR은 2014년 3월, 총 약 20억 달러(한화 약 2조2천억)에 세계 최대 소셜네트워크서비스(SNS) 업체인 페이스북에 인수되었다.